# Хван Сон Хон
Хва́н Со́н Хо́н (кор. 황선홍?, 黃善洪?; род. 14 июля 1968[…], Йесан, Чхунчхон-Намдо) — южнокорейский футболист, нападающий. В 1988—2002 годах выступал за сборную Южной Кореи. Серебряный призёр Кубка Азии 1988.

## Карьера

### Клубная
В отличие от таких южнокорейских талантов, как Хон Мён Бо, Хван Сон Хон решил бойкотировать Кей-лигу и приобрести первый профессиональный футбольный опыт в Европе, выступая сначала за любительский состав леверкузенского «Байера 04», а затем в клубе «Вупперталь» из второй Бундеслиги. За «Вупперталь» нападающий провёл 9 матчей, в которых забил 3 гола.
В 1993 году Хван Сон Хон решил вернуться на родину и вплоть до 1998 года выступал за клуб «Пхохан Стилерс». За южнокорейский клуб футболист провёл 52 матча и забил 26 голов.
Большего успеха в клубной карьере нападающий добился играя в Японии за клуб «Сересо Осака», с которым ему удалось стать лучшим бомбардиром Джей-лиги в 1999 году. В 2000—2002 годах Хван Сон Хон являлся игроком южнокорейского клуба «Сувон Самсунг Блюуингз», но не провёл за этот клуб ни одного матча. Всё это время, нападающий на правах аренды вновь провёл в Джей-лиге, на этот раз выступая за «Касива Рейсол».
С 2002 по 2003 год Хван Сон Хон являлся игроком южнокорейского клуба «Чоннам Дрэгонз», в котором и остался работать после завершения игровой карьеры в качестве ассистента главного тренера.

### В сборной
Хван Сон Хон дебютировал в сборной Южной Кореи 6 декабря 1988 года в матче группового этапа Кубка Азии 1988 против сборной Японии, выйдя на поле в основном составе. В дебютном для себя матче за сборную нападающий забил гол, а его команда победила со счётом 2:0. Также в этом турнире Хван забил ещё один мяч в ворота сборной Ирана (3:0).
Хван Сон Хон участвовал в отборочном турнире к чемпионату мира 1990 и помог выйти сборной в финальный турнир, где принял участие и сам. Также нападающий был участником чемпионата мира 1994, на котором забил один из двух голов своей команды в ворота сборной Германии (2:3).
Футболист принимал участие и в Кубке Азии 1996, на котором ему удалось забить гол в ворота сборной ОАЭ (1:1) и два гола в ворота сборной Индонезии (4:2), но его команде это не помогло и она вылетела в четвертьфинале после поражения от сборной Ирана с крупным счётом 2:6. Покер в том матче оформил игрок сборной Ирана Али Даеи. В том же 1996 году Хван Сон Хон принимал участие в Олимпийских играх 1996, на которых сборной Южной Кореи удалось занять лишь третье место в группе C.
Хван Сон Хон был заявлен и на чемпионат мира 1998 во Франции, но из-за серьёзной травмы ему пришлось пропустить турнир, а сборная Южной Кореи показала слабый результат в данном соревновании. Также футболист участник Золотых кубков КОНКАКАФ 2000 и 2002, на втором из которых сборной Южной Кореи удалось добиться четвёртого места.
В 2001 году Хван Сон Хон вместе со сборной принял участие в домашнем Кубке конфедераций 2001. На турнире южнокорейцам удалось занять лишь третье место в группе A, а Хван Сон Хону поучаствовать во всех трёх матчах своей команды. В первой игре, которая прошла 30 мая 2001 года, сборной Южной Кореи противостояла сборная Франции, которая в результате разгромила южнокорейцев со счётом 5:0. Во второй игре, которая состоялась 1 июня 2001 года, южнокорейцам противостояла сборная Мексики, а Хван Сон Хон на 56-й минуте открыл счёт в игре, чем и помог своей команде победить мексиканцев со счётом 2:1. В третьей игре, которая состоялась 3 июня 2001 года, южнокорейцы сыграли со сборной Австралии и благодаря голу Хван Сон Хона на 24-й минуте вырвали победу со счётом 1:0. Двух побед сборной Южной Кореи не хватило, так как по показателям забитых и пропущенных голов их обошла сборная Австралии, которая и получила вторую путёвку в полуфинал. По итогам соревнования, Хван Сон Хону с двумя голами наряду с Шоном Мерфи, Эриком Каррьером, Робером Пиресом, Патриком Виейра, Сильвеном Вильтором и Такаюки Судзуки удалось стать лучшим бомбардиром этого турнира.
Последним турниром в международной карьере для Хван Сон Хона стал домашний чемпионат мира 2002, считающийся самым удачным в истории сборной Южной Кореи. Нападающий принял участие почти во всех матчах своей команды, а в игре против сборной Польши (2:0), которая прошла 4 июня 2002 года, забил свой последний гол в карьере за сборную. После завершения международной карьеры Хван Сон Хон стал считаться одним из самых лучших футболистов в истории южнокорейского футбола.

## Статистика
Статистика матчей и голов за сборную по годам:
| Команда     | Год   | Матчи | Голы |
| ----------- | ----- | ----- | ---- |
| Южная Корея | 1988  | 5     | 2    |
| Южная Корея | 1989  | 12    | 8    |
| Южная Корея | 1990  | 17    | 6    |
| Южная Корея | 1991  | 0     | 0    |
| Южная Корея | 1992  | 0     | 0    |
| Южная Корея | 1993  | 6     | 1    |
| Южная Корея | 1994  | 17    | 16   |
| Южная Корея | 1995  | 3     | 1    |
| Южная Корея | 1996  | 10    | 8    |
| Южная Корея | 1997  | 0     | 0    |
| Южная Корея | 1998  | 8     | 3    |
| Южная Корея | 1999  | 5     | 0    |
| Южная Корея | 2000  | 2     | 0    |
| Южная Корея | 2001  | 7     | 2    |
| Южная Корея | 2002  | 11    | 3    |
| Итого       | Итого | 103   | 50   |

Итого: 103 матча, 50 голов
(откорректировано по состоянию на 4 июня 2002 года)

#### Голы за сборную
| №     | Дата             | Место        | Соперник          | Голы | Счёт   | Соревнование            |
| ----- | ---------------- | ------------ | ----------------- | ---- | ------ | ----------------------- |
| 1     | 6 декабря 1988   | Доха         | Япония            | 1    | 2 : 0  | Кубок Азии 1988         |
| 2     | 11 декабря 1988  | Доха         | Иран              | 1    | 3 : 0  | Кубок Азии 1988         |
| 3−4   | 23 мая 1989      | Сеул         | Сингапур          | 2    | 3 : 0  | Отборочный матч ЧМ-1990 |
| 5−6   | 27 мая 1989      | Сеул         | Малайзия          | 2    | 3 : 0  | Отборочный матч ЧМ-1990 |
| 7     | 5 июня 1989      | Сингапур     | Малайзия          | 1    | 3 : 0  | Отборочный матч ЧМ-1990 |
| 8     | 14 августа 1989  | Лос-Анджелес | США               | 1    | 2 : 1  | Кубок Мальборо 1989     |
| 9     | 16 октября 1989  | Сингапур     | КНДР              | 1    | 1 : 0  | Отборочный матч ЧМ-1990 |
| 10    | 25 октября 1989  | Сингапур     | Саудовская Аравия | 1    | 2 : 0  | Отборочный матч ЧМ-1990 |
| 11    | 4 февраля 1990   | Та'Кали      | Норвегия          | 1    | 2 : 3  | Товарищеский матч       |
| 12    | 28 июля 1990     | Пекин        | Япония            | 1    | 2 : 0  | Кубок Династии 1990     |
| 13−15 | 25 сентября 1990 | Пекин        | Пакистан          | 3    | 7 : 0  | Азиатские игры 1990     |
| 16    | 23 октября 1990  | Сеул         | КНДР              | 1    | 1 : 0  | Матч двух Корей         |
| 17    | 28 октября 1993  | Доха         | КНДР              | 1    | 3 : 0  | Отборочный матч ЧМ-1994 |
| 18    | 26 февраля 1994  | Лос-Анджелес | Колумбия          | 1    | 2 : 2  | Товарищеский матч       |
| 19    | 4 мая 1994       | Чханвон      | Камерун           | 1    | 2 : 1  | Товарищеский матч       |
| 20    | 11 июня 1994     | Данканвилль  | Гондурас          | 1    | 3 : 0  | Товарищеский матч       |
| 21    | 27 июня 1994     | Даллас       | Германия          | 1    | 2 : 3  | Чемпионат мира 1994     |
| 22    | 13 сентября 1994 | Сеул         | Украина           | 1    | 2 : 0  | Товарищеский матч       |
| 23−31 | 1 октября 1994   | Хиросима     | Непал             | 8    | 11 : 0 | Азиатские игры 1994     |
| 32    | 5 октября 1994   | Хиросима     | Оман              | 1    | 2 : 1  | Азиатские игры 1994     |
| 33    | 11 октября 1994  | Хиросима     | Япония            | 1    | 3 : 2  | Азиатские игры 1994     |
| 34    | 30 октября 1995  | Сеул         | Саудовская Аравия | 1    | 1 : 1  | Товарищеский матч       |
| 35    | 19 марта 1996    | Дубай        | ОАЭ               | 1    | 2 : 3  | Кубок Эмиратов 1996     |
| 36−37 | 30 апреля 1996   | Тель-Авив    | Израиль           | 2    | 5 : 4  | Товарищеский матч       |
| 38−39 | 23 ноября 1996   | Сувон        | Колумбия          | 2    | 4 : 1  | Товарищеский матч       |
| 40    | 4 декабря 1996   | Абу-Даби     | ОАЭ               | 1    | 1 : 1  | Кубок Азии 1996         |
| 41−42 | 7 декабря 1996   | Абу-Даби     | Индонезия         | 2    | 4 : 2  | Кубок Азии 1996         |
| 43    | 1 апреля 1998    | Сеул         | Япония            | 1    | 2 : 1  | Товарищеский матч       |
| 44    | 22 апреля 1998   | Белград      | Югославия         | 1    | 1 : 3  | Товарищеский матч       |
| 45    | 27 мая 1998      | Сеул         | Чехия             | 1    | 2 : 2  | Товарищеский матч       |
| 46    | 1 июня 2001      | Ульсан       | Мексика           | 1    | 2 : 2  | Кубок конфедераций 2001 |
| 47    | 3 июня 2001      | Сувон        | Австралия         | 1    | 1 : 0  | Кубок конфедераций 2001 |
| 48−49 | 20 марта 2002    | Картахена    | Финляндия         | 2    | 2 : 0  | Товарищеский матч       |
| 50    | 4 июня 2002      | Пусан        | Польша            | 1    | 2 : 0  | Чемпионат мира 2002     |

### Тренерская
После завершения карьеры игрока, Хван Сон Хон с 2003 по 2006 год работал в качестве ассистента главного тренера в своём последнем, для игровой карьеры, клубе «Чоннам Дрэгонз».
В 2007 году был назначен на пост главного тренера в клуб «Пусан Ай Парк», в котором проработал до декабря 2010 года. С 2011 года возглавляет клуб «Пхохан Стилерс», за который когда-то выступал и сам.

## Достижения
Сборная Южной Кореи
- Серебряный призёр Кубка Азии: 1988
- Бронзовый призёр Летних Азиатских игр: 1990
- 4-е место на Золотом кубке КОНКАКАФ: 2002
- 4-е место на Чемпионате мира: 2002

### Личные
- Лучший бомбардир Джей-лиги: 1999
- Лучший бомбардир Кубка конфедераций: 2001

## Государственные награды
- Орден «За спортивные заслуги» 2 класса Республики Корея — орден Отважного тигра (2 июля 2002)[12]